# Rußkopf-Zaunkönig
Der Rußkopf-Zaunkönig (Pheugopedius spadix) ist eine Vogelart aus der Familie der Zaunkönige (Troglodytidae), die in Panama und Kolumbien verbreitet ist. Der Bestand wird von der IUCN als nicht gefährdet (Least Concern) eingeschätzt.

## Merkmale
Der Rußkopf-Zaunkönig erreicht eine Körperlänge von etwa 14,5 cm. Er hat schwarze Zügel mit einigen weißen Markierungen und schwarzen Ohrdecken mit unauffälligen weißen Strichen. Der Oberkopf ist matt schwärzlich, der Rücken, die Schultern, die Oberflügeldecken und der Bürzel hell kastanienfarben. Die Handschwingen und die Armschwingen sind an den freiliegenden Außen- und Innenfahnen ebenfalls hell kastanienfarben. Die kastanienbraunen Steuerfedern haben Richtung Ende schwarze Binden. Das Kinn und die Kehle sind schwarz mit einigen weißen Federn unter dem Schnabeldreieck. Diese heben sich farblich stark vom kastanienfarbenen unteren Bereich der Kehle und der Brust ab. Der untere Bereich der Brust und der Bauch sind matter, die Mitte des Bauchs ist gräulich braun mit dunkleren Sprenkeln. Die Augen sind braun, der Oberschnabel schwärzlich grau, der Unterschnabel blaugrau und die Beine matt grau. Beide Geschlechter ähneln sich. Jungtiere wirken generell matter als erwachsene Vögel, haben weniger farbliche Unterschiede zwischen Oberkopf und Kehle, sowie zwischen Rücken und Brust.

## Verhalten und Ernährung
Der Rußkopf-Zaunkönig ernährt sich ausschließlich von Wirbellosen. Der Mageninhalt eines Exemplars aus Panama enthielt Käfer, Schnabelkerfen, Hautflügler, Echte Grillen, Raupen und Webspinnen. Sein Futter sucht er meist in der relativ niederen Vegetation und oft in Paaren. Meist mischt er sich nicht unter andere Arten. In Kolumbien wurde beobachtet, wie er den Wanderameisen Lapidus praedator folgte.

## Lautäußerungen
Der Gesang des Rußkopf-Zaunkönigs erfolgt oft antiphonisch durch beide Geschlechter. Er beinhaltet eine Serie von ca. sechs lauten gurgelnden Pfiffen, mit häufigen Wiederholungen der Phrasen. Es fehlt ihm der abschließende Triller des Schwarzkehl-Zaunkönigs (Pheugopedius atrogularis).

## Fortpflanzung
Wenig ist über die Brutbiologie des Rußkopf-Zaunkönigs bekannt. Die Brutsaison ist vermutlich langwierig. So wurde Nestbau von März bis Dezember beobachtet. Eier gab es im September und Vögel in Brutstimmung in den Zentralanden Kolumbiens von April bis September. Ein entdecktes Nest war eine Kugel aus grobem Material und Blättern mit einem Seiteneingang. Es wurde in ca. einem Meter über dem Boden in einer Helikonie gebaut. Im Nest befanden sich zwei weiße Eier mit feinen rötlichen Flecken am dickeren Ende.

## Verbreitung und Lebensraum

Verbreitungsgebiet des Rußkopf-Zaunkönigs (grün)

Der Rußkopf-Zaunkönig bevorzugt feuchte Wälder, Waldränder und Wolken- und Nebelwald, speziell in Gebieten mit starkem Moosbewuchs. Trotzdem findet man ihn auch in Sekundärwald. Er bewegt sich in Höhenlagen von 800 bis 1800 Metern, doch kann er in Kolumbien bis 400 Meter vorkommen.

## Migration
Es wird vermutet, dass der Rußkopf-Zaunkönig ein Standvogel ist.

## Unterarten
Die Art gilt als monotypisch, allerdings akzeptiert das Handbook of the Birds of the World folgende Unterarten:
- Pheugopedius spadix xerampelinus Griscom, 1929[3] kommt sn den pazifischen Gebirgshängen im extremen östlichen Panama in der Provinz Darién vor. Diese Unterart ist heller als die Nominatform und hat weniger rötliches Braun an den Flanken.[1]
- Pheugopedius spadix spadix Bangs, 1910[4] ist in den apzischen Tiefebenen Kolumbiens vom Departamento del Chocó südlich bis ins Departamento de Nariño verbreitet. Im Norden zieht es sich östlich bis in die Mitte des Talles des Río Magdalena im Departamento de Santander und den angrenzenden Bergregionen der Serranía de las Quinchas, Serranía de los Yariguíes und Serranía de San Lucas.

## Etymologie und Forschungsgeschichte
Die Erstbeschreibung des Rußkopf-Zaunkönigs erfolgte 1910 durch Outram Bangs unter dem wissenschaftlichen Namen Pheugopedius spadix. Das Typusexemplar wurde von Mervyn George Palmer (1882–1954) 1908 bei Naranjito am Rio Dagua gesammelt. Bereits 1851 führte Jean Louis Cabanis die für die Wissenschaft neue Gattung Pheugopedius ein. Dieser Name leitet sich von »pheugō φευγω« für »meiden, fliehen« und »pedion, pedon πεδιον, πεδον« für »offenes Land, Boden« ab. Der Artname »spadix, spadicis« ist das lateinische Wort für »kastanienbraun«. »Xerampelinus« ist ein griechisches Wortgebilde aus »xēros ξηρος« für »trocken« und »ampelinos, ampelos αμπελινος, αμπελος« für »vom Wein, Wein«.